# James Hamilton (1620-1673)
James Hamilton (1620 – 6 giugno 1673) è stato un militare e cortigiano scozzese.

## Biografia
Era il figlio maggiore di Sir George Hamilton, I baronetto di Donalong, e di sua moglie Mary Butler. 
Come i suoi fratelli più giovani, scelse la carriera militare, e divenne un colonnello. Nel 1660 venne nominato, da Carlo II, ranger di Hyde Park. 
Fu nominato Groom of the Chamber il 28 ottobre 1664, e fu un deputato del Parlamento d'Irlanda per la circoscrizione di Strabane tra il 3 luglio 1666 e 7 agosto 1666.
Hamilton era noto per le sue belle maniere, costumi e per la sua galanteria. Era un ammiratore della contessa di Chesterfield.

## Matrimonio
Sposò, nel 1661, Elizabeth Colepeper (1637-1692), figlia di John Colepeper, I barone Colepeper, e di Judith Colepeper. Ebbero tre figli:
- James Hamilton, VI conte di Abercorn (1661-1734);
- George Hamilton (1661-3 agosto 1692);
- William Hamilton (1662-1737), sposò la cugina Margaret Colepeper, ebbero cinque figli.

## Morte
Morì il 6 giugno 1673, ferito a morte nella battaglia di Schooneveld contro gli olandesi, quando le sue gambe vennero spazzate via da una palla di cannone. Fu sepolto il 7 giugno 1673 presso l'Abbazia di Westminster.

## Ascendenza
|                                          |                                   |                           | Genitori                               |  |  | Nonni |  |  | Bisnonni                       |  |  | Trisnonni                         |  |
|                                          |                                   |                           |                                        |  |  |       |  |  | Claud Hamilton, I lord Paisley |  |  | James Hamilton, II conte di Arran |  |
|                                          |                                   |                           |                                        |  |  |       |  |  | Claud Hamilton, I lord Paisley |  |  | James Hamilton, II conte di Arran |  |
|                                          |                                   | lady Margaret Douglas     |                                        |  |  |       |  |  | Claud Hamilton, I lord Paisley |  |  |                                   |  |
| James Hamilton, I conte di Abercorn      |                                   |                           |                                        |  |  |       |  |  | Claud Hamilton, I lord Paisley |  |  |                                   |  |
|                                          |                                   | Margaret Seton            | George Seton, VII lord Seton           |  |  |       |  |  |                                |  |  |                                   |  |
|                                          |                                   | Margaret Seton            | George Seton, VII lord Seton           |  |  |       |  |  |                                |  |  |                                   |  |
|                                          |                                   | Margaret Seton            | Isabel Hamilton                        |  |  |       |  |  |                                |  |  |                                   |  |
| George Hamilton, I baronetto di Donalong |                                   | Margaret Seton            |                                        |  |  |       |  |  |                                |  |  |                                   |  |
|                                          |                                   | Thomas Boyd, VI lord Boyd | Robert Boyd, V lord Boyd               |  |  |       |  |  |                                |  |  |                                   |  |
|                                          |                                   | Thomas Boyd, VI lord Boyd | Robert Boyd, V lord Boyd               |  |  |       |  |  |                                |  |  |                                   |  |
|                                          |                                   | Thomas Boyd, VI lord Boyd | Margaret Colquhoun                     |  |  |       |  |  |                                |  |  |                                   |  |
| Marion Boyd                              |                                   | Thomas Boyd, VI lord Boyd |                                        |  |  |       |  |  |                                |  |  |                                   |  |
|                                          |                                   | Marion Campbell           | sir Matthew Campbell                   |  |  |       |  |  |                                |  |  |                                   |  |
|                                          |                                   | Marion Campbell           | sir Matthew Campbell                   |  |  |       |  |  |                                |  |  |                                   |  |
|                                          |                                   | Marion Campbell           | Isabel Drummond                        |  |  |       |  |  |                                |  |  |                                   |  |
| James Hamilton                           |                                   | Marion Campbell           |                                        |  |  |       |  |  |                                |  |  |                                   |  |
|                                          | Walter Butler, XI conte di Ormond | lord John Butler          |                                        |  |  |       |  |  |                                |  |  |                                   |  |
|                                          | Walter Butler, XI conte di Ormond | lord John Butler          |                                        |  |  |       |  |  |                                |  |  |                                   |  |
|                                          | Walter Butler, XI conte di Ormond | Katherine MacCartie       |                                        |  |  |       |  |  |                                |  |  |                                   |  |
| Thomas Butler, visconte di Thurles       | Walter Butler, XI conte di Ormond |                           |                                        |  |  |       |  |  |                                |  |  |                                   |  |
|                                          |                                   | hon. Helen Butler         | Edmund Butler, II visconte Mountgarret |  |  |       |  |  |                                |  |  |                                   |  |
|                                          |                                   | hon. Helen Butler         | Edmund Butler, II visconte Mountgarret |  |  |       |  |  |                                |  |  |                                   |  |
|                                          |                                   | hon. Helen Butler         | Grizel FitzPatrick                     |  |  |       |  |  |                                |  |  |                                   |  |
| lady Mary Butler                         |                                   | hon. Helen Butler         |                                        |  |  |       |  |  |                                |  |  |                                   |  |
|                                          |                                   | sir John Pointz           | sir Nicholas Poyntz                    |  |  |       |  |  |                                |  |  |                                   |  |
|                                          |                                   | sir John Pointz           | sir Nicholas Poyntz                    |  |  |       |  |  |                                |  |  |                                   |  |
|                                          |                                   | sir John Pointz           | Anne Verney                            |  |  |       |  |  |                                |  |  |                                   |  |
| Elizabeth Pointz                         |                                   | sir John Pointz           |                                        |  |  |       |  |  |                                |  |  |                                   |  |
|                                          |                                   | Elizabeth Sydenham        | Alexander Sydenham                     |  |  |       |  |  |                                |  |  |                                   |  |
|                                          |                                   | Elizabeth Sydenham        | Alexander Sydenham                     |  |  |       |  |  |                                |  |  |                                   |  |
|                                          |                                   | Elizabeth Sydenham        | Anne Sydenham                          |  |  |       |  |  |                                |  |  |                                   |  |
|                                          |                                   | Elizabeth Sydenham        |                                        |  |  |       |  |  |                                |  |  |                                   |  |